# Kostiube
Kostiube (en rus: Костюбе) és un poble (un possiólok) de l'óblast d'Astracan, a Rússia, segons el cens del 2010 tenia 528 habitants.